# Apeadero de Bustelo
El Apeadero de Bustelo es una plataforma ferroviaria de la Línea del Duero, que sirve a la localidad de Bustelo, en el ayuntamiento de Penafiel, en Portugal.

## Historia
Este apeadero se encuentra en el tramo entre las estaciones de Penafiel y Caíde de la Línea del Duero, que entró en servicio el 20 de diciembre de 1875.